# Kim Renkema
Kim Renkema est une ancienne joueuse néerlandaise de volley-ball née le 28 juin 1987 à Hoogeveen. Elle mesure 1,79 m et jouait au poste de réceptionneuse-attaquante. Elle a totalisé 37 sélections en équipe des Pays-Bas. Elle a mis un terme à sa carrière de volleyeuse professionnelle en mars 2017.

## Clubs
| Club                    | De        | À         |
| ----------------------- | --------- | --------- |
| DOK Dwingeloo           |           | 2004-2005 |
| VC Sneek                | 2005-2006 | 2005-2006 |
| AMVJ Amstelveen         | 2006-2007 | 2006-2007 |
| VC Rijnmond             | 2007-2008 | 2007-2008 |
| Longa '59 Lichtenvoorde | 2008-2009 | 2008-2009 |
| VC Weert                | 2009-2010 | 2009-2010 |
| VC Stuttgart            | 2010-2011 | 2011-2012 |
| Minerva Volley Pavia    | 2012-2013 | 2013-2014 |
| VC Stuttgart            | 2014-2015 | 2016-2017 |

## Palmarès
- Coupe d'Allemagne
  - Vainqueur :2011, 2015, 2017.
  - Finaliste : 2016.
- Championnat d'Allemagne
  - Finaliste : 2015, 2016, 2017.
- Supercoupe d'Allemagne
  - Vainqueur :2016.